# Michelangelo (Name)
Michelangelo ist ein männlicher Vorname.

## Herkunft und Bedeutung
Der Name ist eine Kombination des hebräischen Michael („Wer ist wie Gott?“) und des lateinischen Angelus (Engel, Bote). Meist wurde und wird er in Italien verwendet.

## Bekannte Namensträger
- Michelangelo Abbado (1900–1979), italienischer Violinist, Dirigent und Musikpädagoge
- Michelangelo Albertazzi (* 1991), italienischer Fußballspieler
- Michelangelo Amadei (1586–1642), italienischer Komponist
- Michelangelo Anselmi (1491/92–1554/56), italienischer Maler und Freskant
- Michelangelo Antonioni (1912–2007), italienischer Filmregisseur, Autor und Maler
- Michelangelo Bernasconi (1901–1943), italienischer Ruderer
- Michelangelo Buonarroti (1475–1564), italienischer Maler, Bildhauer, Baumeister und Dichter, siehe Michelangelo
- Michelangelo Buonarroti (der Jüngere) (1568–1646), italienischer Dichter und Schriftsteller
- Michelangelo del Campidoglio, (1625–1669), italienischer Maler, siehe Michele Pace
- Michelangelo Carmeli (1706–1766), italienischer Franziskaner, Theologe und Philologe
- Michelangelo Celesia (1814–1904), italienischer Benediktiner, Kardinal und Erzbischof von Palermo
- Michelangelo Cerquozzi (1602–1660), italienischer Barockmaler
- Michelangelo Console (1812–1897), italienischer Botaniker
- Michelangelo Crispi (* 1972), italienischer Ruderer
- Michelangelo Faggioli (1666–1733), neapolitanischer Jurist und Komponist
- Michelangelo Falvetti (1642–1692), italienischer Komponist und Kapellmeister
- Michelangelo Fardella (1650–1716), sizilianischer Gelehrter
- Michelangelo Frammartino (* 1968), italienischer Drehbuchautor und Filmregisseur
- Michelangelo Galilei (1575–1631), italienischer Komponist
- Michelangelo Gasparini (* um 1670; † 1732), italienischer Opernsänger (Countertenor), Gesangspädagoge und Komponist
- Michelangelo Garovi (* 1648 oder 1650; † 1713), schweizerisch-italienischer Architekt des Barock
- Michelangelo Grancino (um 1605–1669), italienischer Organist, Kapellmeister und Komponist
- Michelangelo Grigoletti (1801–1870), italienischer Maler
- Michelangelo Jurlaro (* 1950), italienischer Filmschaffender
- Michelangelo Luchi (1744–1802), italienischer Kardinal
- Michelangelo Merloi (1880–1924), US-amerikanischer Politiker, siehe Mike Merlo
- Michelangelo Merisi da Caravaggio (1571–1610), italienischer Maler
- Michelangelo Naccherino (1550–1622), italienischer Bildhauer
- Michelangelo Pacetti (1793–1865), italienischer Mmaler
- Michelangelo Pergolesi († 1801), italienischer Dekorationskünstler
- Michelangelo Picone (1943–2009), italienischer Romanist und Literaturwissenschaftler
- Michelangelo Pistoletto (* 1933), italienischer Maler, Objektkünstler und Kunsttheoretiker
- Michelangelo Rampulla (* 1962), italienischer Fußballtorwart
- Michelangelo Ricci (1619–1682), italienischer Kardinal und Mathematiker
- Michelangelo Rossi (1601/02–nach 1670), italienischer Komponist, Violinist und Organist
- Michelangelo Setola (* 1980), italienischer Comiczeichner
- Michelangelo Signorile (* 1960), US-amerikanischer Schriftsteller und Rundfunksprecher
- Michelangelo Tamburini (1648–1730), italieniaxher Jesuit
- Michelangelo Tilli (1655–1740), italienischer Arzt und Botaniker
- Michelangelo Tonti (1566–1622), italienischer Kardinal
- Michelangelo Riccardo Maria Tiribilli (1937–2025), italienischer Geistlicher, Generalabt der Olivetaner
- Michelangelo Unterberger (1695–1758), Südtiroler Maler
- Michelangelo von Zois (1874–1945), österreichischer Jurist, Staatsbeamter, Schriftsteller und Journalist
- Michelangelo Zurletti (* 1937), italienischer Musikkritiker, Dirigent und Musikpädagoge